# Opisthedeicta
Opisthedeicta és un gènere monotípic d'arnes de la família Crambidae. Conté només una espècie, Opisthedeicta poritialis, que es troba al sud-est de l'Índia, a Sri Lanka i a Sumatra.